# Moby Dick (film, 1956)
Pour les articles homonymes, voir Moby Dick (homonymie).
Pour plus de détails, voir Fiche technique et Distribution.
Moby Dick est un film américano-anglais, réalisé par John Huston d'après le roman éponyme d'Herman Melville, sorti sur les écrans en 1956.

## Synopsis
En 1841, Ismael est jeune marin qui rêve d'aventure et s'embarque à bord du Péquod, un baleinier. Ce navire est commandé par le capitaine Achab qui est mû par une unique obsession, celle de tuer Moby Dick, un cachalot blanc, qui lui a fait perdre une jambe. Achab entraînera ainsi son équipage à le suivre à travers toutes les mers, à la poursuite du monstre mais aussi de son propre destin.

## Fiche technique
- Titre original : Moby Dick
- Réalisation : John Huston
- Producteur : John Huston
- production : Films Moulin
- Scénario : John Huston, Ray Bradbury, Anthony Veiller, d'après le roman de Herman Melville
- Chef opérateur: Oswald Morris, 2ème équipe :Freddie Francis
- Cadreur : Arthur Ibbetson
- Effets spéciaux : Gus Lehman
- Format : couleurs (Technicolor) - 1.66:1 - Son monophonique (Westrex Recording System) sur 35 mm.
- Décors : Ralph Brinton
- Costumes : Elizabeth Haffenden
- Musique : Philip Sainton[1]
- Direction musicale : Louis Levy
- Montage : Russell Lloyd
- Son :John Mitchell, Len Shilton
- Conseiller technique pour la pêche à la baleine : Robert Clake
- Genre : film d'aventures
- Durée : 115 minutes
- Date de sortie en salle : 14 novembre 1956
- Affiche : Jean Mascii (France)

## Distribution

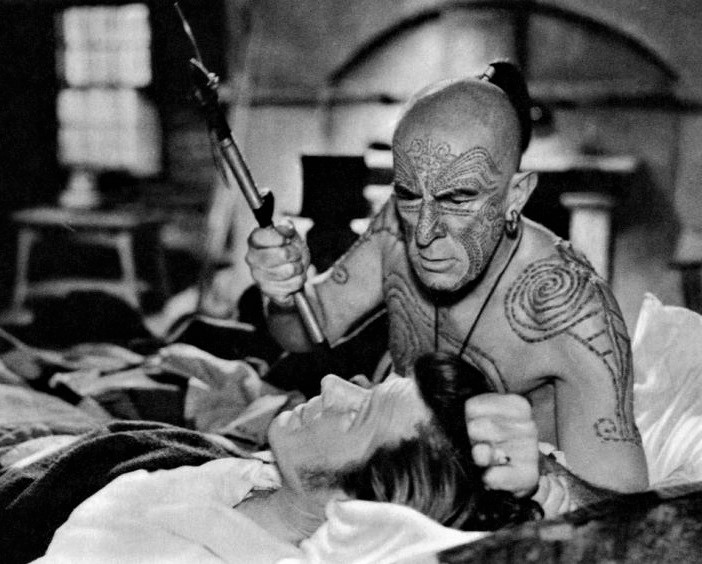
Richard Basehart (Ismael couché) et Friedrich von Ledebur (Queequeg)

- Gregory Peck (VF : Jean Davy) : Le capitaine Achab, commandant du Pequod
- Richard Basehart (VF : Claude Bertrand) : Ismael
- Leo Genn (VF : Raymond Loyer) : Starbuck, commandant en second
- Orson Welles (VF : Jacques Erwin) : Le père Mapple, prêcheur de New Bedford
- Harry Andrews (VF : Pierre Leproux) : Stubb, 2d officier
- James Robertson Justice (VF : Marcel Rainé) : Le capitaine Boomer
- Friedrich von Ledebur (crédité Friedrich Ledebur) (VF : Robert Bazil) : Queequeg, 1er harponneur
- Bernard Miles (VF : Pierre Morin) : un marin
- Philip Stainton (VF : Jean Brochard) : Bildad
- Noel Purcell (VF : Jacques Berlioz) : Le charpentier
- Edric Connor (VF : Émile Duard) : Daggoo, 3e harponneur
- Mervyn Johns (VF : Maurice Dorléac) : Peleg
- Royal Dano (VF : Michel André) : Elijah
- Francis de Wolff (VF : Jean-Henri Chambois) : Le capitaine Gardiner
- Seamus Kelly (VF : Roger Rudel) : Flask, 3e officier
- Tom Clegg (VF : Jacques Thébault) : Tashtego, 2d harponneur
- Joseph Tomelty (VF : Jean Brunel) : Peter Coffin, l'aubergiste
- Tamba Allen : Pip, petit troubadour noir (non crédité)

## Autour du film
John Huston a dit à propos des difficultés rencontrées lors du tournage : « Le film, comme le livre, est donc un blasphème, et on peut admettre que Dieu se soit défendu en déchaînant contre nous ces ouragans et ces vagues énormes ».
On peut voir le folkloriste Bert Lloyd entonner un chant de marin lors de l'appareillage du Pequod. 
En 1992, Ray Bradbury fait paraître La Baleine de Dublin (Green Shadows, White Whale), une version romancée de sa rencontre avec John Huston et de son séjour en Irlande pendant l'écriture du scénario.
La plupart des extérieurs du film ont  été tournés en Irlande, dans la ville de Youghal.